# Układ zgorzelecki
Układ zgorzelecki (właściwie Układ między Rzecząpospolitą Polską a Niemiecką Republiką Demokratyczną o wytyczeniu ustalonej i istniejącej polsko-niemieckiej granicy państwowej) – podpisany 6 lipca 1950 w Zgorzelcu ze strony polskiej przez Józefa Cyrankiewicza i Stefana Wierbłowskiego, a ze strony niemieckiej przez Otto Grotewohla i Georga Dertingera.

## Postanowienia i znaczenie
Postanowienie dotyczące przebiegu granicy przyjęło następujące brzmienie:

Wysokie Układające się Strony zgodnie stwierdzają, że ustalona i istniejąca granica biegnąca od Morza Bałtyckiego wzdłuż linii na zachód od miejscowości Świnoujście i dalej wzdłuż rzeki Odry do miejsca, gdzie wpada Nysa Łużycka oraz wzdłuż Nysy Łużyckiej do granicy czesko-słowackiej, stanowi granicę państwową między Polską a Niemcami.

Do wytyczenia granicy wyznaczono Mieszaną Komisję Polsko-Niemiecką, w skład której weszło po czterech przedstawicieli obu stron. Państwa zobowiązały się również do zawarcia porozumień w sprawie przejść granicznych, małego ruchu granicznego oraz żeglugi na wodach pasa granicznego, po dokonaniu demarkacji. Stosowne porozumienia zawarto 27 stycznia 1951 (Akt o wykonaniu wytyczenia państwowej granicy między Polską a Niemcami) oraz 6 lutego 1952 (ustalenia dotyczące żeglugi i eksploatacji wód).
Na układ z 1950 r. powoływała się preambuła układu o przyjaźni, współpracy i wzajemnej pomocy, podpisanego w Warszawie 15 marca 1967 r.
Od zakończenia wojny do 1956 podpisanie traktatu zgorzeleckiego było najważniejszym wydarzeniem w stosunkach polsko-niemieckich. Dokonał on prawnej regulacji granicy na Odrze i Nysie Łużyckiej. Niemiecka Republika Demokratyczna podpisywała układ, mieniąc się reprezentantem całych Niemiec. Wbrew oficjalnie głoszonemu stanowisku o przyjaźni z NRD układ zgorzelecki de facto nie poprawił stosunków w sposób znaczący. Między przywódcami panowała atmosfera braku zaufania, a przy granicy często dochodziło do lokalnych sporów, szczególnie w kwestii połowów.

## Galeria

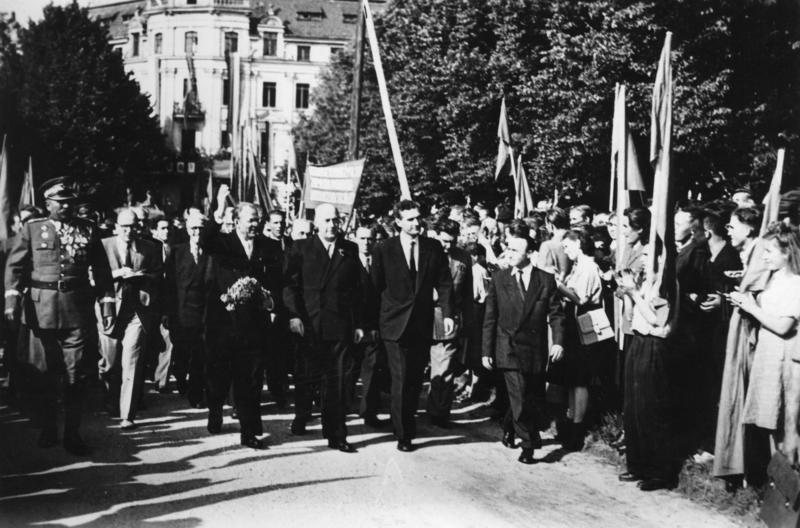
Józef Cyrankiewicz i Otto Grotewohl udają się do domu kultury w Zgorzelcu na podpisanie układu granicznego (6 lipca 1950)
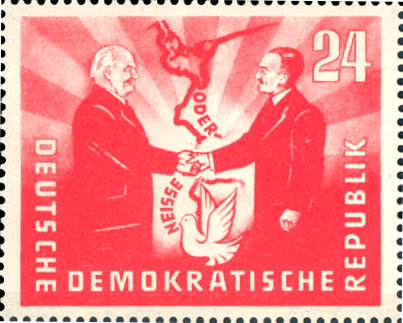
Układ zgorzelecki – znaczek poczty NRD (1951)